# Nebenläufigkeit (Entwurfsmuster)
Die Nebenläufigkeit (englisch: concurrency pattern) ist in der Softwareentwicklung ein Entwurfsmuster, das mit dem Programmierparadigma der Nebenläufigkeit zu tun hat. Beispiele hierfür sind
- das Aktive Objekt (englisch Active Object)[1][2]
- Balking pattern
- Doppelt überprüfte Sperrung
- Guarded suspension
- Leaders/followers pattern
- Monitor Object
- Reactor pattern
- Read write lock pattern
- Scheduler pattern
- Thread pool pattern
- Thread-Specific Storage